# Oreotrochilus melanogaster
Oreotrochilus melanogaster là một loài chim trong họ Chim ruồi.